# يوليوس فيس (فيزيائي)
جوليوس ويسه نة (بالألمانية: Julius Wess)‏ (و. 1934 – 2007 م) هو فيزيائي، وفيزيائي نظري، وأستاذ جامعي نمساوي، كان عضوًا في الأكاديمية الألمانية للعلوم ليوبولدينا، والأكاديمية الأوروبية للعلوم والآداب، والأكاديمية البافارية للعلوم والعلوم الإنسانية، والأكاديمية النمساوية للعلوم، والأكاديمية الصربية للعلوم والفنون، توفي في هامبورغ، عن عمر يناهز 73 عاماً، بسبب سكتة.

## التعليم
تعلم في جامعة فيينا
.

## جوائز
حصل على جوائز منها:
- جائزة أبحاث ماكس بلانك  [لغات أخرى]‏ (1992)
- الندوة الدولية حول الأساليب النظرية الجماعية في الفيزياء (1992)
- جائزة داني هينمان للفيزياء الرياضية (1988)[10]
- ميدالية ماكس بلانك (1987)
- جائزة غوتفريد ويلهلم ليبنز (1986)
- دكتوراه فخرية[11]